# Palmera (película)
Palmera es una película independiente argentina de 2013 dirigida por Leo Damario y protagonizada por Micaela Breque, Ceci Barros, Macarena Del Corro, Alina Jaume, Geraldine Guillermo y Érica García. La trama gira en torno a un grupo de seis amigas que deciden ir a una casona en Tigre experimentando con psicotrópicos, hasta que una de ellas sufre un accidente cerebrovascular.
La película se estrenó el 8 de enero de 2013, dándole inicio al evento Proyecciones fuera de la común: Cine + música al aire libre de la Ciudad Cultural Konex, Buenos Aires, Argentina. También está disponible en la plataforma social de películas Muvi
La película cuenta con la desnudez de Micaela Breque, generando comparaciones entre ella y la icónica Isabel Sarli.